# 布瓦勒圣马克
布瓦勒圣马克（法語：Boisleux-Saint-Marc，發音：[bwalø sɛ̃ maʁk] ⓘ）是法国上法蘭西大區加来海峡省的一个市镇，属于阿拉斯区。

## 地理
布瓦勒圣马克（50°12'43"N, 2°47'56"E）面积3.38 平方千米，位于法国上法蘭西大區加来海峡省，该省份为法国北部沿海省份，西北濒北海，南至索姆省，东临北部省。
与布瓦勒圣马克接壤的市镇（或旧市镇、城区）包括：梅尔卡泰勒、布瓦里贝克雷勒、布瓦勒欧蒙、布瓦耶勒、阿姆兰库尔。
布瓦勒圣马克的时区为UTC+01:00、UTC+02:00（夏令时）。

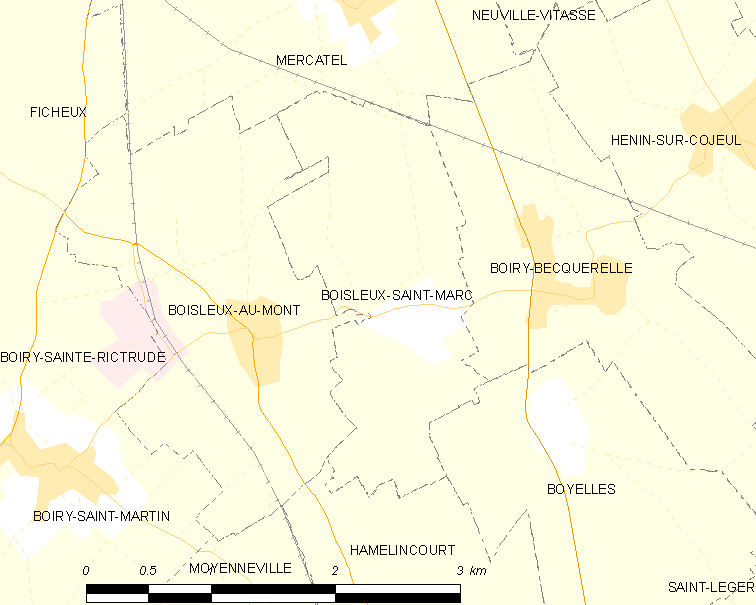
布瓦勒圣马克的OSM定位图

## 行政
布瓦勒圣马克的邮政编码为62175，INSEE市镇编码为62152。

## 政治
布瓦勒圣马克所属的省级选区为阿拉斯第三县。

## 人口

1962-2008年间布瓦勒圣马克人口变化图示

布瓦勒圣马克于2022年1月1日时的人口数量为256人。